# خان القاضي
خان القاضي أحد خانات حلب، أنشأه القاضي كمال الدين المصري عام 1450م ويقع في منطقة باب قنسرين.